# Finlândia nos Jogos Olímpicos de Verão de 2008
A Finlândia participou dos Jogos Olímpicos de Verão de 2008, em Pequim, na China. O país estreou nos Jogos em 1908 e esta foi sua 24ª participação.

## Medalhas
| Atleta                    | Esporte   | Evento                        | Medalha |
| ------------------------- | --------- | ----------------------------- | ------- |
| Satu Mäkelä-Nummela       | Tiro      | Fossa olímpica feminino       | Ouro    |
| Minna Nieminen Sanna Stén | Remo      | Skiff duplo leve feminino     | Prata   |
| Henri Häkkinen            | Tiro      | Carabina de ar 10 m masculino | Bronze  |
| Tero Pitkämäki            | Atletismo | Lançamento de dardo masculino | Bronze  |

## Desempenho

### Atletismo
Masculino
| Atletas                | Evento                | Preliminares | Preliminares | Quartas | Quartas | Semifinal   | Semifinal   | Final       | Final             |
| Atletas                | Evento                | Marca        | Posição      | Marca   | Posição | Marca       | Posição     | Marca       | Posição           |
| ---------------------- | --------------------- | ------------ | ------------ | ------- | ------- | ----------- | ----------- | ----------- | ----------------- |
| Visa Hongisto          | 200 metros            | 20s62        | 15º          | 20s76   | 25º     | Não avançou | Não avançou | Não avançou | Não avançou       |
| Mikko Lahtio           | 800 metros            | 1m47s20      | 27º          |         |         | Não avançou | Não avançou | Não avançou | Não avançou       |
| Jukka Keskisalo        | 3000 m com obstáculos | Não largou   | Não largou   |         |         |             |             | Não avançou | Não avançou       |
| Janne Holmén           | Maratona              |              |              |         |         |             |             | 2h14m44s    | 19º               |
| Francis Kirwa          | Maratona              |              |              |         |         |             |             | 2h14m22s    | 17º               |
| Antti Kempas           | 50 km marcha atlética |              |              |         |         |             |             | 3h55m19s    | 20º               |
| Jarkko Kinnunen        | 50 km marcha atlética |              |              |         |         |             |             | 3h52m25s    | 15º               |
| Tommi Evilä            | Salto em distância    | 7,88m        | 17º          |         |         |             |             | Não avançou | Não avançou       |
| Mikko Latvala          | Salto com vara        | 5,45m        | 22º          |         |         |             |             | Não avançou | Não avançou       |
| Tero Järvenpää         | Lançamento de dardo   | 82,34m       | 4º           |         |         |             |             | 83,95m      | 4º                |
| Teemu Wirkkala         | Lançamento de dardo   | 79,79m       | 10º          |         |         |             |             | 83,46m      | 5º                |
| Tero Pitkämäki         | Lançamento de dardo   | 82,61m       | 3º           |         |         |             |             | 86,16m      | Medalha de bronze |
| Frantz Kruger          | Arremesso de disco    | 62,48m       | 12º          |         |         |             |             | 61,98m      | 11º               |
| Olli-Pekka Karjalainen | Arremesso de martelo  | 77,07m       | 8º           |         |         |             |             | 79,59m      | 6º                |
| Robert Häggblom        | Arremesso de peso     | Sem marca    | Sem marca    |         |         |             |             | Não avançou | Não avançou       |
| Mikko Halvari          | Arremesso de peso     |              |              |         |         |             |             | 6486 pts    | 26º               |

Feminino
| Atletas         | Evento               | Preliminares | Preliminares | Final       | Final       |
| Atletas         | Evento               | Marca        | Posição      | Marca       | Posição     |
| --------------- | -------------------- | ------------ | ------------ | ----------- | ----------- |
| Vanessa Vandy   | Salto com vara       | 4,00 m       | 32º          | Não avançou | Não avançou |
| Mikaela Ingberg | Lançamento de dardo  | 58,82m       | 17º          | Não avançou | Não avançou |
| Merja Korpela   | Arremesso de martelo | 66,29m       | 30º          | Não avançou | Não avançou |
| Niina Kelo      | Heptatlo             |              |              | 5911 pts    | 23º         |

### Badminton
Masculino
| Atleta     | Evento  | Fase de 64                             | Fase de 32                     | Fase de 16                          | Quartas                | Semifinais             | Final                  | Final       |
| Atleta     | Evento  | Adversário e resultado                 | Adversário e resultado         | Adversário e resultado              | Adversário e resultado | Adversário e resultado | Adversário e resultado | Posição     |
| ---------- | ------- | -------------------------------------- | ------------------------------ | ----------------------------------- | ---------------------- | ---------------------- | ---------------------- | ----------- |
| Ville Lång | Simples | UKR V. Druzchenko V 2-0 (21-12; 21-19) | USA R. Rai V 2-0 (21-9; 21-16) | INA S. Kuncoro D 0-2 (13-21; 18-21) | Não avançou            | Não avançou            | Não avançou            | Não avançou |

Feminino
| Atleta       | Evento  | Fase de 64             | Fase de 32                    | Fase de 16             | Quartas                | Semifinais             | Final                  | Final       |
| Atleta       | Evento  | Adversário e resultado | Adversário e resultado        | Adversário e resultado | Adversário e resultado | Adversário e resultado | Adversário e resultado | Posição     |
| ------------ | ------- | ---------------------- | ----------------------------- | ---------------------- | ---------------------- | ---------------------- | ---------------------- | ----------- |
| Anu Nieminen | Simples |                        | GER Xu H. D 0-2 (17-21; 8-21) | Não avançou            | Não avançou            | Não avançou            | Não avançou            | Não avançou |

### Canoagem de velocidade
Masculino
| Atleta                        | Evento     | Preliminar | Preliminar | Semifinais | Semifinais | Final       | Final       |
| Atleta                        | Evento     | Tempo      | Posição    | Tempo      | Posição    | Tempo       | Posição     |
| ----------------------------- | ---------- | ---------- | ---------- | ---------- | ---------- | ----------- | ----------- |
| Mika Hokajärvi Kalle Mikkonen | K-2 500 m  | 1m33s785   | 7º         | 1m34s994   | 8º         | Não avançou | Não avançou |
| Mika Hokajärvi Kalle Mikkonen | K-2 1000 m | 3m23s475   | 6º         | 3m27s018   | 6º         | Não avançou | Não avançou |

Feminino
| Atleta                     | Evento    | Preliminar | Preliminar | Semifinais | Semifinais | Final       | Final       |
| Atleta                     | Evento    | Tempo      | Posição    | Tempo      | Posição    | Tempo       | Posição     |
| -------------------------- | --------- | ---------- | ---------- | ---------- | ---------- | ----------- | ----------- |
| Anne Rikala                | K-1 500 m | 1m54s294   | 7º         | 1m54s025   | 4º         | Não avançou | Não avançou |
| Anne Rikala Jenni Mikkonen | K-2 500 m | 1m45s735   | 4º         | 1m44s624   | 2º         | 1m44s176    | 7º          |

### Halterofilismo
Masculino
| Atleta      | Evento | Arranque (kg) | Arremesso (kg) | Total (kg) | Posição |
| ----------- | ------ | ------------- | -------------- | ---------- | ------- |
| Antti Everi | +105kg | 171,0         | 195,0          | 366,0      | 11º     |

### Hipismo
Adestramento
| Atleta        | Cavalo | Evento     | Grand Prix | Grand Prix | Grand Prix Special | Grand Prix Special | Grand Prix Freestyle | Grand Prix Freestyle | Resultado final | Resultado final |
| Atleta        | Cavalo | Evento     | Pontos     | Posição    | Pontos             | Posição            | Pontos               | Posição              | Total Pontos    | Posição         |
| ------------- | ------ | ---------- | ---------- | ---------- | ------------------ | ------------------ | -------------------- | -------------------- | --------------- | --------------- |
| Kyra Kyrklund | Max    | Individual | 70,583     | 6º         | 69,720             | 10º                | 74,250               | 6º                   | 71,985          | 8º              |

### Judô
Feminino
| Atleta         | Evento | Preliminares           | Fase de 32                | Fase de 16             | Quartas                | Semifinais             | Repescagem                 | Repescagem              | Repescagem             | Final                  | Final       |
| Atleta         | Evento | Preliminares           | Fase de 32                | Fase de 16             | Quartas                | Semifinais             | 1ª fase                    | Quartas                 | Semifinais             | Final                  | Final       |
| Atleta         | Evento | Adversário e resultado | Adversário e resultado    | Adversário e resultado | Adversário e resultado | Adversário e resultado | Adversário e resultado     | Adversário e resultado  | Adversário e resultado | Adversário e resultado | Pos.        |
| -------------- | ------ | ---------------------- | ------------------------- | ---------------------- | ---------------------- | ---------------------- | -------------------------- | ----------------------- | ---------------------- | ---------------------- | ----------- |
| Nina Koivumäki | -57 kg |                        |                           | CHN Xu Y. D 0000-0020  |                        |                        | ALG L. Latrous V 0001-0000 | JPN A. Sato D 0000-1011 | Não avançou            | Não avançou            | Não avançou |
| Johanna Ylinen | -63 kg |                        | TPE Wang C-F. D 0000-1011 | Não avançou            | Não avançou            | Não avançou            | Não avançou                | Não avançou             | Não avançou            | Não avançou            | Não avançou |

### Lutas
Greco-romana
| Atleta            | Evento | Preliminar             | Oitavas de final            | Quartas de final       | Semifinal              | Repescagem 1ª rodada   | Repescagem 2ª rodada   | Final                  | Final       |
| Atleta            | Evento | Adversário e resultado | Adversário e resultado      | Adversário e resultado | Adversário e resultado | Adversário e resultado | Adversário e resultado | Adversário e resultado | Pos.        |
| ----------------- | ------ | ---------------------- | --------------------------- | ---------------------- | ---------------------- | ---------------------- | ---------------------- | ---------------------- | ----------- |
| Jarkko Ala-Huikku | -60 kg |                        | KGZ R. Tumenbaev D 1-3, 0-4 | Não avançou            | Não avançou            | Não avançou            | Não avançou            | Não avançou            | Não avançou |

### Natação
Masculino
| Atleta(s)      | Evento      | Eliminatórias | Eliminatórias | Semifinal   | Semifinal   | Final       | Final       |
| Atleta(s)      | Evento      | Tempo         | Posição       | Tempo       | Posição     | Tempo       | Posição     |
| -------------- | ----------- | ------------- | ------------- | ----------- | ----------- | ----------- | ----------- |
| Matti Rajakylä | 50 m livre  | 22s48 (NR)    | 29º           | Não avançou | Não avançou | Não avançou | Não avançou |
| Matti Rajakylä | 100 m livre | 49s91         | 41º           | Não avançou | Não avançou | Não avançou | Não avançou |

Feminino
| Atleta(s)           | Evento          | Eliminatórias | Eliminatórias | Semifinal   | Semifinal   | Final       | Final       |
| Atleta(s)           | Evento          | Tempo         | Posição       | Tempo       | Posição     | Tempo       | Posição     |
| ------------------- | --------------- | ------------- | ------------- | ----------- | ----------- | ----------- | ----------- |
| Hanna-Maria Seppälä | 50 m livre      | 25s06         | 15º           | 25s19       | 16º         | Não avançou | Não avançou |
| Hanna-Maria Seppälä | 100 m livre     | 53s60 (NR)    | 1º            | 53s84       | 3º          | 53s97       | 4º          |
| Hanna-Maria Seppälä | 100 m costas    | 1m02s39       | 30º           | Não avançou | Não avançou | Não avançou | Não avançou |
| Eva Lehtonen        | 400 m livre     | 4m20s07       | 35º           |             |             | Não avançou | Não avançou |
| Eva Lehtonen        | 800 m livre     | 8m53s50       | 33º           |             |             | Não avançou | Não avançou |
| Noora Laukkanen     | 200 m peito     | 2m38s97       | 39º           | Não avançou | Não avançou | Não avançou | Não avançou |
| Emilia Pikkarainen  | 100 m borboleta | 1m02s31       | 46º           | Não avançou | Não avançou | Não avançou | Não avançou |

### Remo
Feminino
| Equipe                    | Evento           | Eliminatórias | Eliminatórias | Repescagem | Repescagem | Quartas | Quartas | Semifinal | Semifinal | Final   | Final                |
| Equipe                    | Evento           | Tempo         | Posição       | Tempo      | Posição    | Tempo   | Posição | Tempo     | Posição   | Tempo   | Posição (Pos. final) |
| ------------------------- | ---------------- | ------------- | ------------- | ---------- | ---------- | ------- | ------- | --------- | --------- | ------- | -------------------- |
| Minna Nieminen Sanna Stén | Skiff duplo leve | 6m56s61       | 4º R          | 7m23s80    | 2º S A/B   |         |         | 7m03s91   | 2º FA     | 6m56s03 | Medalha de prata     |

### Saltos ornamentais
Masculino
| Atletas       | Evento                   | Preliminares | Preliminares | Semifinal | Semifinal | Final       | Final       |
| Atletas       | Evento                   | Pontos       | Posição      | Pontos    | Posição   | Pontos      | Posição     |
| ------------- | ------------------------ | ------------ | ------------ | --------- | --------- | ----------- | ----------- |
| Joona Puhakka | Trampolim 3 m individual | 469,45       | 5º           | 451,95    | 13º       | Não avançou | Não avançou |

### Tênis
Masculino
| Atleta          | Evento  | Fase de 64                       | Fase de 32             | Fase de 16             | Quartas                | Semifinais             | Final                  | Final       |
| Atleta          | Evento  | Adversário e resultado           | Adversário e resultado | Adversário e resultado | Adversário e resultado | Adversário e resultado | Adversário e resultado | Posição     |
| --------------- | ------- | -------------------------------- | ---------------------- | ---------------------- | ---------------------- | ---------------------- | ---------------------- | ----------- |
| Jarkko Nieminen | Simples | SWE T. Johansson D 6-4, 4-6, 4-6 | Não avançou            | Não avançou            | Não avançou            | Não avançou            | Não avançou            | Não avançou |

### Tiro
Masculino
| Atleta         | Evento                 | Qualificação | Qualificação | Final       | Final       | Posição           |
| Atleta         | Evento                 | Placar       | Posição      | Placar      | Total       | Posição           |
| -------------- | ---------------------- | ------------ | ------------ | ----------- | ----------- | ----------------- |
| Henri Häkkinen | Carabina de ar 10 m    | 598          | 1º           | 101,4       | 699,4       | Medalha de bronze |
| Henri Häkkinen | Carabina deitado 50 m  | 586          | 47º          | Não avançou | Não avançou | 47º               |
| Henri Häkkinen | Carabina três posições | 1161         | 28º          | Não avançou | Não avançou | 28º               |
| Juha Hirvi     | Carabina deitado 50 m  | 595          | 5º           | 103,5       | 698,5       | 7º                |
| Juha Hirvi     | Carabina três posições | 1168         | 12º          | Não avançou | Não avançou | 12º               |
| Kai Jahnsson   | Pistola de ar 10 m     | 574          | 30º          | Não avançou | Não avançou | 30º               |
| Kai Jahnsson   | Pistola livre 50 m     | 553          | 22º          | Não avançou | Não avançou | 22º               |

Feminino
| Atleta              | Evento                 | Qualificação | Qualificação | Final       | Final       | Posição         |
| Atleta              | Evento                 | Placar       | Posição      | Placar      | Total       | Posição         |
| ------------------- | ---------------------- | ------------ | ------------ | ----------- | ----------- | --------------- |
| Hanna Etula         | Carabina de ar 10 m    | 394          | 21º          | Não avançou | Não avançou | 21º             |
| Hanna Etula         | Carabina três posições | 577          | 24º          | Não avançou | Não avançou | 24º             |
| Marjo Yli-Kiikka    | Carabina de ar 10 m    | 389          | 38º          | Não avançou | Não avançou | 38º             |
| Marjo Yli-Kiikka    | Carabina três posições | 579          | 14º          | Não avançou | Não avançou | 14º             |
| Mira Nevansuu       | Pistola de ar 10 m     | 384          | 8º           | 96,5        | 480,5       | 7º              |
| Marjut Heinonen     | Skeet                  | 61           | 17º          | Não avançou | Não avançou | 17º             |
| Satu Mäkelä-Nummela | Fossa olímpica         | 70           | 2º           | 21          | 91 (OR)     | Medalha de ouro |

### Tiro com arco
Masculino
| Atleta       | Evento     | Fase de Ranking | Fase de Ranking | Fase de 64             | Fase de 32               | Oitavas                | Quartas                | Semifinais             | Final                  | Final       |
| Atleta       | Evento     | Placar          | Chave           | Adversário e resultado | Adversário e resultado   | Adversário e resultado | Adversário e resultado | Adversário e resultado | Adversário e resultado | Posição     |
| ------------ | ---------- | --------------- | --------------- | ---------------------- | ------------------------ | ---------------------- | ---------------------- | ---------------------- | ---------------------- | ----------- |
| Matti Hatava | Individual | 619             | 58º             | GBR S. Terry V 105-104 | MAS Cheng C-S. D 103-110 | Não avançou            | Não avançou            | Não avançou            | Não avançou            | Não avançou |

### Vela
Masculino
| Atleta                        | Evento | Regata | Regata | Regata | Regata | Regata | Regata | Regata | Regata | Regata | Regata | Regata  | Pontos | Posição |
| Atleta                        | Evento | 1      | 2      | 3      | 4      | 5      | 6      | 7      | 8      | 9      | 10     | M       | Pontos | Posição |
| ----------------------------- | ------ | ------ | ------ | ------ | ------ | ------ | ------ | ------ | ------ | ------ | ------ | ------- | ------ | ------- |
| Pierre Angelo Collura         | Laser  | 25     | 10     | 18     | 41     | 23     | 25     | 20     | 33     | DNE    |        | Não av. | 195    | 29º     |
| Heikki Elomaa Niklas Lindgren | 470    | 28     | 22     | 27     | DSQ    | 25     | 19     | 14     | 23     | 17     | 21     | Não av. | 196    | 27º     |

Feminino
| Atleta                                      | Evento       | Regata | Regata | Regata | Regata | Regata | Regata | Regata | Regata | Regata | Regata | Regata  | Pontos | Posição |
| Atleta                                      | Evento       | 1      | 2      | 3      | 4      | 5      | 6      | 7      | 8      | 9      | 10     | M       | Pontos | Posição |
| ------------------------------------------- | ------------ | ------ | ------ | ------ | ------ | ------ | ------ | ------ | ------ | ------ | ------ | ------- | ------ | ------- |
| Tuuli Petäjä                                | RS:X         | 14     | 11     | 7      | 16     | 16     | 16     | 12     | 16     | 11     | 14     | Não av. | 117    | 16º     |
| Tuula Tenkanen                              | Laser Radial | 10     | 16     | 25     | 21     | 17     | 20     | 20     | 9      | 15     |        | Não av. | 119    | 19º     |
| Silja Lehtinen Maria Klemetz Livia Väresmaa | Yngling      | 6      | 6      | 3      | 8      | 10     | OCS    | 15     | 12     |        |        | Não av. | 60     | 11º     |

Aberto
| Atleta       | Evento | Regata | Regata | Regata | Regata | Regata | Regata | Regata | Regata | Regata  | Pontos | Posição |
| Atleta       | Evento | 1      | 2      | 3      | 4      | 5      | 6      | 7      | 8      | M       | Pontos | Posição |
| ------------ | ------ | ------ | ------ | ------ | ------ | ------ | ------ | ------ | ------ | ------- | ------ | ------- |
| Tapio Nirkko | Finn   | 18     | 9      | 9      | 9      | 19     | 22     | 16     | 22     | Não av. | 124    | 18º     |

### Remo
| S | Classificado(a) para as semifinais |    |                        | FA | Final A (disputa de medalhas) |  |  | FD | Final D (sem medalhas) |
| Q | Classificado(a) para as quartas    | FB | Final B (sem medalhas) | FE | Final E (sem medalhas)        |  |  |    |                        |
| R | Classificado(a) para a repescagem  | FC | Final C (sem medalhas) | FF | Final F (sem medalhas)        |  |  |    |                        |

### Vela
| M   | Regata da Medalha da qual só participam os dez primeiros colocados das regatas anteriores  |  |  | CAN | Regata cancelada |
| BFD | Desclassificado por bandeira preta (Black Flag Disqualified)                               |  |  |     |                  |
| UFD | Desclassificado por bandeira "U" (U Flag Disqualified)                                     |  |  |     |                  |
| OCS | Largada queimada (On the Course Side of the starting line)                                 |  |  |     |                  |
| DNE | Desclassificação sem eliminação (infração a um item do regulamento da prova – Did Not End) |  |  |     |                  |